# Gangapur (Maharashtra)
Gangapur è una città dell'India di 22.053 abitanti, situata nel distretto di Aurangabad, nello stato federato del Maharashtra. In base al numero di abitanti la città rientra nella classe III (da 20.000 a 49.999 persone).

## Geografia fisica
La città è situata a 19° 43' 37 N e 75° 00' 59 E.

## Società

### Evoluzione demografica
Al censimento del 2001 la popolazione di Gangapur assommava a 22.053 persone, delle quali 11.558 maschi e 10.495 femmine. I bambini di età inferiore o uguale ai sei anni assommavano a 3.291, dei quali 1.775 maschi e 1.516 femmine. Infine, coloro che erano in grado di saper almeno leggere e scrivere erano 14.650, dei quali 8.507 maschi e 6.143 femmine.